# محمية سوتيسكا

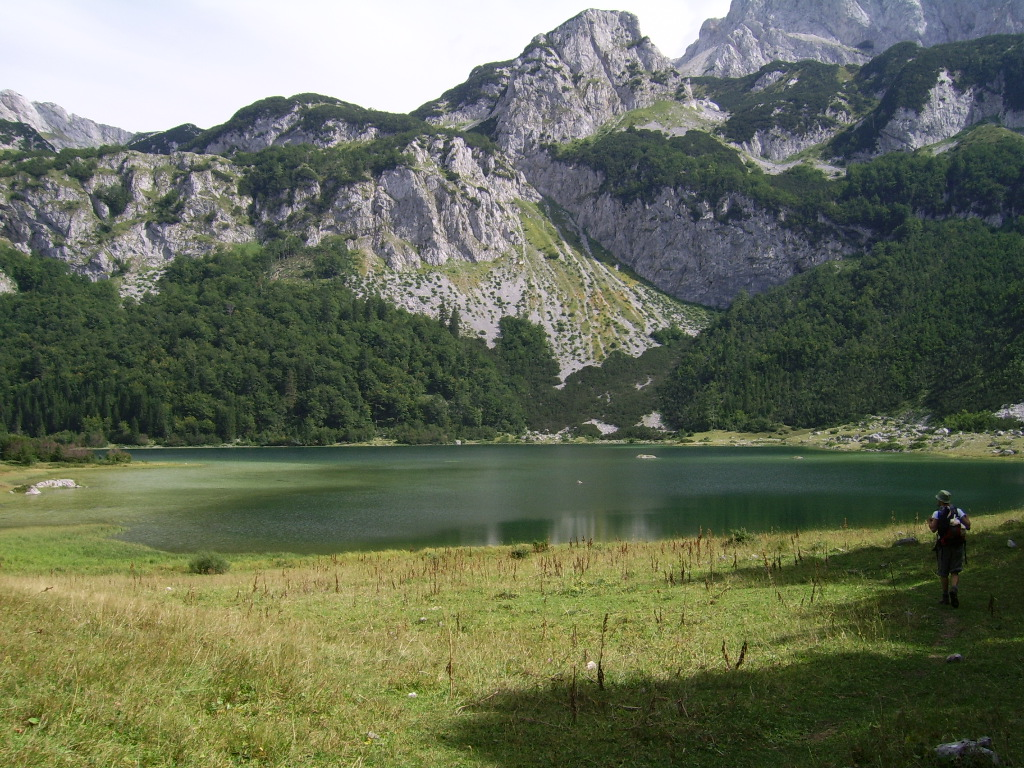
بحيرة ترنوفاشكو

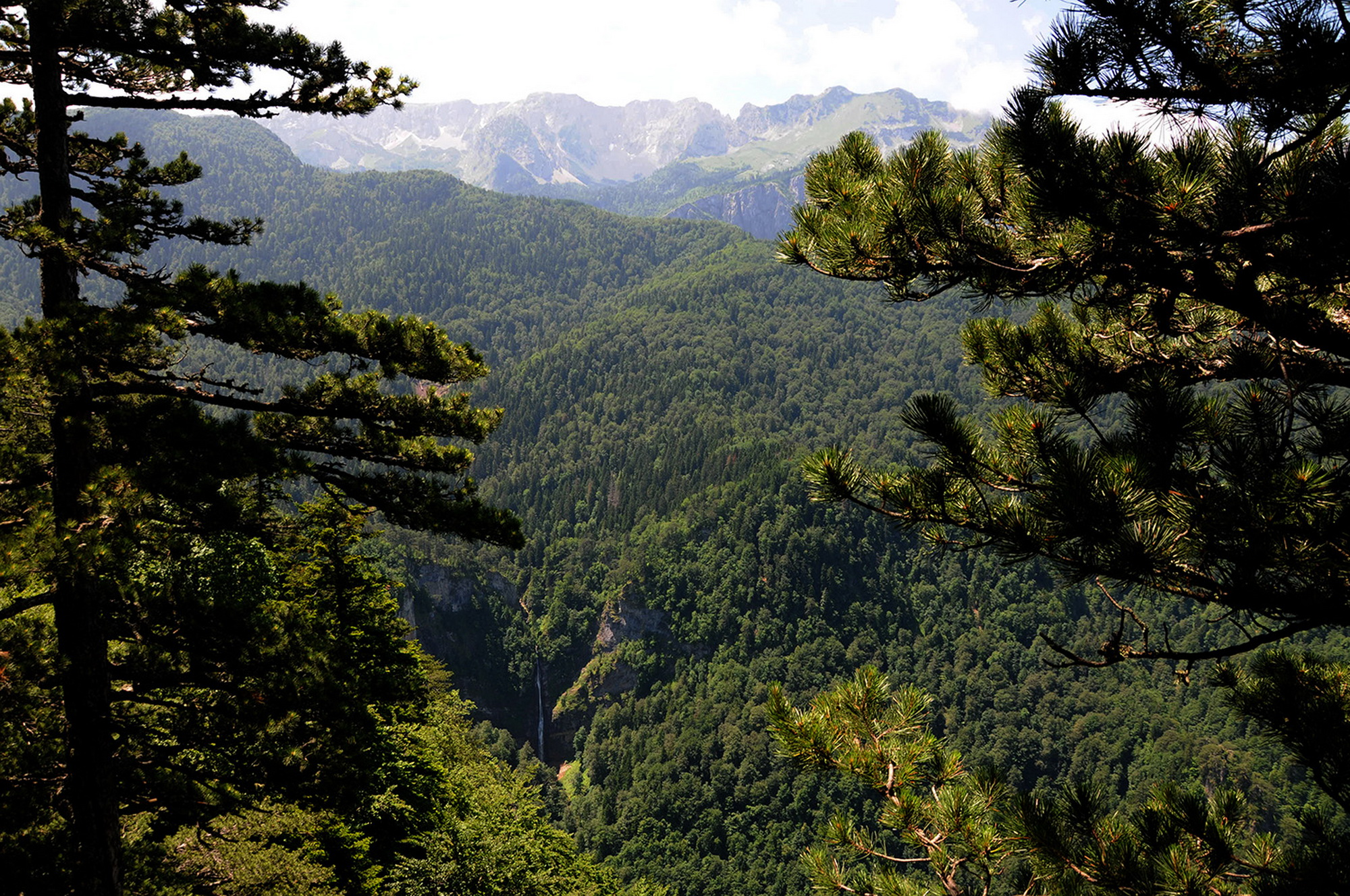
غابة في المحمية

محمية سوتيسكا (باللغة الصربية Nacionalni park Sutjeska, Национални парк Сутјеска) هي منتزه طبيعي يقه في جمهورية صرب البوسنة، البوسنة والهرسك. تأسست المحمية سنة 1962.
تقع المحمية قرب مدينة فوتشا على الحدود مع جمهورية الجبل الأسود. تعد المحمية أقدم محمية في البوسنة والهرسك وأعلى قمة فيها هي جبل ماغليتش ذو ارتفاع 2386 مترا. تتوفر المحمية على 9 بحيرات وغابات كثيفة يعيش فيها أزيد من 600 نوعا ونباتيا و 114 نوعا من الطيور.
من بين الأنشطة الممارسة بالمحمية هناك التخييم وصعود الجبال إضافة إلى ركوب الدراجات والسباحة.